# 왕선차오
왕선차오(중국어: 王燊超, 병음: Wáng Shēnchāo, 1989년 2월 8일 ~ )는 중국의 축구 선수이다. 포지션은 수비수이며 현재 중국 슈퍼리그의 상하이 상강 소속이다.

## 클럽팀 경력
왕선차오는 2000년 건바오 축구 아카데미에서 축구를 시작했다. 2006시즌을 앞두고 왕선차오는 상하이 상강 1군팀으로 승격되었다. 2006시즌에는 출전 기회를 잡지 못했지만 팀이 중국 갑급리그로 승격한 2008시즌부터 기회를 얻기 시작했다. 2008년 처음 주전을 차지하며 24경기에 출전했다. 왕선차오는 2011시즌 팀의 주장으로 선임되었다. 2012년 29경기에 출전해 3골을 기록하면서 팀의 중국 슈퍼리그 승격에 기여했다.

## 국가대표팀 경력
2017년 6월 7일 필리핀 축구 국가대표팀과의 경기에서 중국 축구 국가대표팀 데뷔전을 치렀다.

## 수상

### 팀
- 중국 을급리그 우승: 2007
- 중국 갑급리그 우승: 2012
- 중국 슈퍼리그 우승: 2018
- 중국 FA 슈퍼컵 우승: 2019

### 개인
- 중국 슈퍼리그 올해의 팀: 2017